# Prochownia
Die Prochownia (deutsch: Pulverberg) ist ein 499 m hoher Berg im schlesischen Teil des Isergebirges in Polen. Die Prochownia erhebt sich westlich von Przecznica (Querbach) im Zackenkamm in der Gemeinde Mirsk.

## Beschreibung
Der Gipfel ist kahl. Der Berg besteht aus Graniten und Gneisen sowie Quarzen. In seinen Hängen wurde von 1769 bis 1840 im Bergwerk Anna Maria Kobalt abgebaut. 